# Youssef Toutouh
Youssef Toutouh (Kopenhagen, 6 oktober 1992) is een Deens voetballer die bij voorkeur als vleugelaanvaller speelt. Hij verruilde in juli 2011 Hvidovre IF voor FC Kopenhagen.

## Erelijst
FC Kopenhagen
- Deens landskampioen

2016, 2017
- Deense voetbalbeker

2012, 2015, 2016, 2017
 Esbjerg
- Deense voetbalbeker

2013